# American Songs

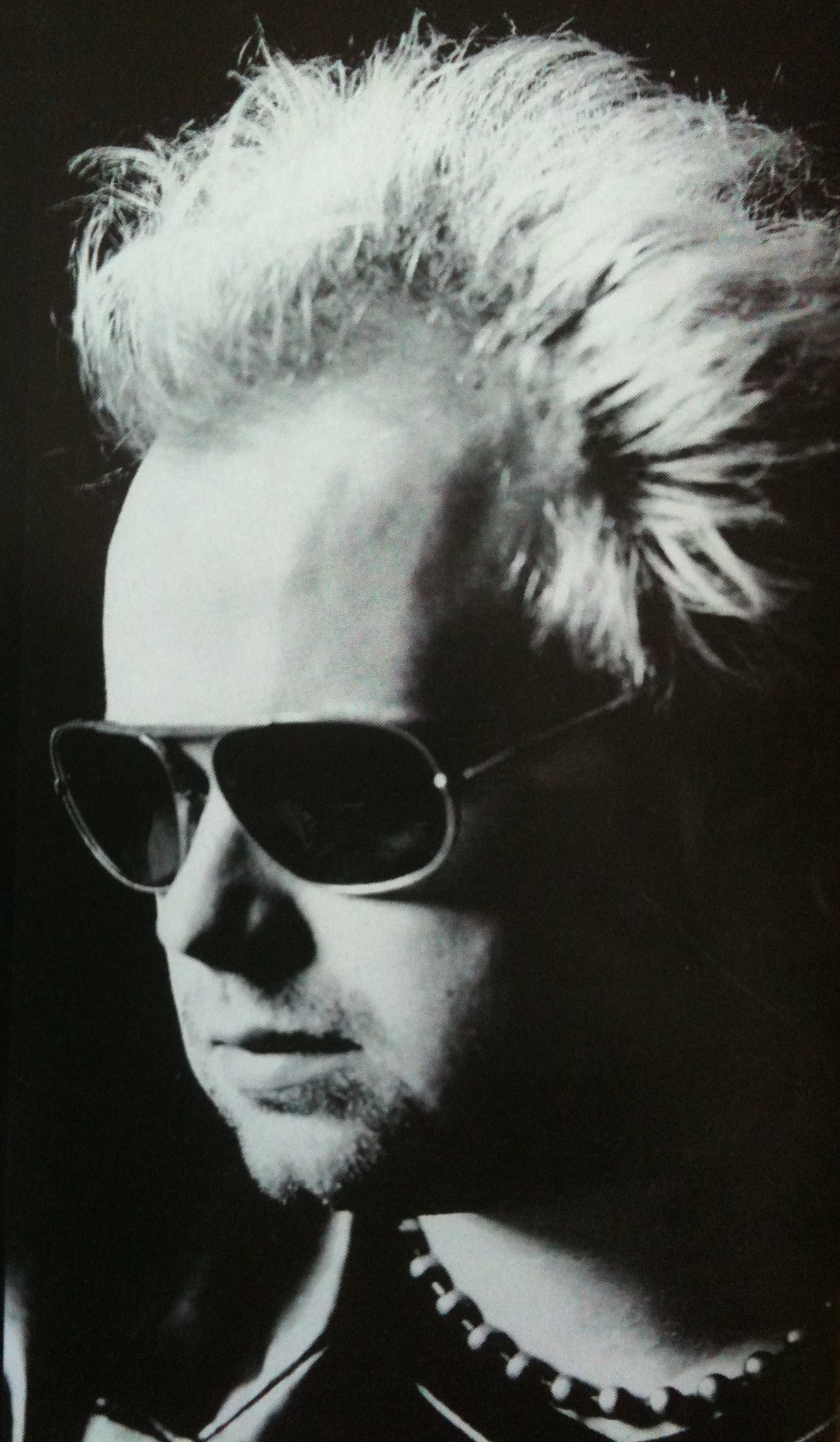
Svante Karlsson, releasebild 1999

American Songs är Svante Karlssons debutalbum, utgivet den 4 juli 1999. Skivan innehåller alternativa och tidigare outgivna textversioner av Bob Dylan-låtarna "Caribbean Wind" och "If You See Her, Say Hello", samt Kinky Friedmans berömda förintelseballad "Ride 'em Jewboy". Albumet producerades av Svante Karlsson.

## Låtlista
1. "The Lakes of Pontchartrain" (trad.) - 4:47
2. "Caribbean Wind" (Dylan) - 6:27
3. "Pretty Peggy-O" (trad.) - 4:46
4. "Deportees (Plane Wreck at Los Gatos/Goodbye Juan)" (Guthrie/Hoffman) - 3:37
5. "I Forgot More Than You'll Ever Know" (Null) - 3:56
6. "If You See Her, Say Hello" (Dylan) - 3:46
7. "Friend of the Devil" (Garcia/Hunter) - 4:15
8. "A Teenager in Love" (Pomus/Shuman) - 3:07
9. "Just Like a Woman" (Dylan) - 4:31
10. "Ride 'em Jewboy" (Friedman) - 6:47

## Musiker
- Svante Karlsson - sång, akustisk gitarr, munspel [2, 3, 7 & 9], piano [1, 3 & 10], Hammondorgel [3 & 6], elgitarr [10], percussion [8], stråkarrangemang [4] & mellotron [5]
- Eddie Jonsson - elbas [2 & 5–7]
- Magnus Helgesson - trummor & percussion [2, 3, 5 & 6]
- Mats "MP" Persson - elgitarr [6], slidegitarr & mandolin [5]
- Staffan Karlsson - percussion [3] & stråkarrangemang [10]
- Jörgen Nilsson - elgitarr [2]
- Martin Holmberg - Hammondorgel & Wurlitzerpiano [2]
- Stigge Ljunglöf - elbas [3]
- Liv Jagrell - tvärflöjt [6]

## Inspelning
Inspelad i Soundscape 2 i Halmstad, 30 juli 1998 till 25 februari 1999 av Eddie Jonsson och Staffan Karlsson. Mixad av Staffan Karlsson och Svante Karlsson. Mastrad av Mats "MP" Persson i Studio Tits & Ass, Halmstad och Staffan Karlsson i Soundscape 2, Halmstad.

## Outtakes
Följande låtar spelades även in, men användes ej på albumet:
1. "The Lonesome Death of Hattie Carroll" (Dylan) - 4:27
2. "Spanish is the Loving Tongue" (Piano Version) (Clarke) - 3:28
3. "Mary Hot Lips Arizona" (Hammond/Hazlewood) - 2:45
4. "Ring of Fire" (Carter/Kilgore) - 2:17
5. "Spanish is the Loving Tongue" (Guitar Version) (Clarke) - 3:39
6. "Vincent Van Gogh" (Friemark) - 2:38
7. "I Dreamed I Saw St. Augustine" (Dylan) - 2:07